# Pygostyl

Stilliserad bild av ett duvskelett. Nr. 16 utgör pygostylen.

Pygostyl är fåglarnas sista svanskotor som är sammanfogade till en ossifikation. Stjärtmuskulaturen som också reglerar stjärtfjädrarnas rörelser stöds av pygostylen. Ordet pygostyl härstammar ifrån grekiskans pyg som betyder "rumpa" eller "ände", och styl som är latin och betyder "styra".